# Aberto de Tênis do Rio Grande do Sul de 2013
O Aberto de Tênis do Rio Grande do Sul de 2013 foi um torneio profissional de tênis jogado em quadras de saibro. Foi a segunda edição do torneio, que fez parte do ATP Challenger Tour de 2013. Ela ocorreu em Porto Alegre, Rio Grande do Sul, Brasil, entre 23 e 29 de setembro de 2013.

## Entradas na chave principal de simples

### Cabeças de chave
| País | Jogador             | Rank1 | N° |
| ---- | ------------------- | ----- | -- |
| ARG  | Guido Pella         | 100   | 1  |
| SLO  | Blaž Kavčič         | 105   | 2  |
| NED  | Thiemo de Bakker    | 109   | 3  |
| ARG  | Martín Alund        | 120   | 4  |
| BRA  | Rogério Dutra Silva | 127   | 5  |
| POR  | Gastão Elias        | 132   | 6  |
| BRA  | João Souza          | 140   | 7  |
| CHI  | Paul Capdeville     | 149   | 8  |

- 1 Rankings de 16 de setembro de 2013

### Outras entradas
Os seguintes jogadores receberam wildcards para entrar na chave principal:
- Marcelo Demoliner
- Eduardo Dischinger
- Thiago Monteiro
- Fabricio Neis

Os seguintes jogadores usaram Protected Ranking para entrar na chave principal:
- Eduardo Schwank

Os seguintes jogadores usaram Special Exempt para entrar na chave principal:
- Bjorn Fratangelo

Os seguintes jogadores entraram pelo qualifying:
- Andrea Collarini
- Carlos Gómez-Herrera
- José Hernández
- Gianluigi Quinzi

## Campeões

### Simples
- Facundo Arguello der.  Máximo González

### Duplas
- Guillermo Durán /  Máximo González der.  Víctor Estrella /  João Souza